# 데이비드 토드 윌킨슨
데이비드 토드 윌킨슨 (David Todd Wilkinson, 1935년 5월 13일 - 2002년 9월 5일)은 우주 마이크로파 배경 복사( CMB ) 연구를 전문으로 하는 미국의 우주론 학자이다.

## 교육
윌킨슨은 1935년 5월 13일 미시간 주 힐스데일에서 태어났으며  미시간 대학교에서 H. 리처드 크레인 교수의 지도 하에 물리학 박사 학위를 받았다.

## 연구 및 경력
윌킨슨은 1965년부터 2002년 은퇴할 때까지 프린스턴 대학교의 물리학 교수였다. 그는 두 개의 NASA 위성인  COBE (Cosmic Background Explorer)와  WMAP (Wilkinson Microwave Anisotropy Probe)등의 다수의 주요한 우주 마이크로파 배경 실험에 주요한 공헌을 했다. 윌킨슨 마이크로파 비등방성 탐색기는 2002년 9월 5일 암으로 인한 그의 사망 이후에 그를 기념하기 위하여 명명된 것이다.

## 찬사
- 저명한 교육에 대한 프린스턴 대통령 상
- 국립 과학 아카데미 선출(1983)
- 제임스 크레이그 왓슨 메달 (2001)